# تحلیل لایه‌ای علت‌ها
تحلیل لایه‌ای علت‌ها یا تحلیل لایه‌ای علّی (به انگلیسی: Causal layered analysis) یا «CLA» از تکنیک‌های آینده‌پژوهانه‌ای است که در برنامه‌ریزی استراتژیک و آینده‌پژوهی برای شکل‌دهی مؤثرتر آینده استفاده می‌شود. پیشگام این تکنیک، سهیل عنایت الله، پژوهشگر پاکستانی - استرالیایی آینده‌پژوهی است.

## نظریه
تحلیل لایه‌ای علت‌ها با شناسایی سطوح مختلف و تلاش برای ایجاد تغییرات هماهنگ در همه سطوح برای ایجاد آینده منسجم جدیدی فعالیت می‌کند. مقاله اصلی عنایت الله و همچنین سخنرانی TEDx او چهار سطح را مشخص می‌کند:
1. لیتانی: شامل روندهای کمی است که اغلب اغراق‌آمیز شده و برای اهداف سیاسی استفاده می‌شود. نتیجه می‌تواند احساس بی‌علاقگی، درماندگی یا اقدام پیش‌بینی شده باشد. عنایت الله این را «سطح متعارف آینده‌پژوهی می‌نامد که می‌تواند به آسانی سیاست ترس ایجاد کند».[۳]
2. علل اجتماعی، از جمله عوامل اقتصادی، فرهنگی، سیاسی و تاریخی.
3. ساختار و گفتمان که ساختار را مشروع و حمایت می‌کند.
4. استعاره و اسطوره

## تاریخچه پژوهش
تحلیل لایه‌ای علت‌ها (CLA) نخستین بار به عنوان یک تکنیک آینده‌پژوهی توسط سهیل عنایت الله در مقاله‌ای در سال ۱۹۹۸ برای آینده ارائه شد که به‌طور گسترده مورد استناد قرار گرفت. بعدها، عنایت الله CLA را ویرایش کرد و نظر شماری از خوانندگان آینده‌پژوهی را در فصل‌هایی نوشت که تجربه خود با CLA را توصیف می‌کردند.
کار عنایت الله در مورد CLA در کتابی توسط خوزه دبلیو راموس در سال ۲۰۰۳ مورد بررسی قرار گرفت.
در سال ۲۰۰۸ کریس ریدی در مقاله‌ای، شباهت‌ها، تفاوت‌ها و ترکیبات احتمالی CLA و و نظریه انتگرال کن ویلبر را بررسی کرد.
در سال ۲۰۱۰ گری پی. همپسون در مقاله‌ای، رابطه آینده‌پژوهانه انتگرال و CLA را بیشتر مورد بررسی قرار داد و همچنین نقد ریچارد اسلاتر از CLA را بررسی کرد.
سهیل عنایت الله و ایوانا میلویه‌یچ در سال ۲۰۱۵ به روز رسانی CLA را منتشر کردند.
با نویسندگان مختلف، موضوعاتی همانند:
- بحران مالی جهانی
- آینده تروریسم
- حکمرانی جهانی
- افزایش سن و تغییر نیروی کار
- آینده آموزشی و دانشگاهی
- تغییر آب و هوا
- آینده آب در جهان اسلام
- آینده‌پژوهی جایگزین چین
- سیاست کشاورزی در استرالیا
- روایت ملی جدید در سنگاپور